# Giovanni Tonoli (ciclista)
Giovanni Tonoli (Melzo, 22 aprile 1947 – Curno, 25 giugno 1993) è stato un ciclista su strada italiano.

## Carriera
Nato nel 1947 a Melzo, in provincia di Milano, non passò mai professionista, gareggiando per tutta la carriera, terminata nel 1975 a 28 anni, da dilettante. Tra le vittorie conquistò una tappa al Giro d'Italia dilettanti nel 1972 con la S.C. Padovani e una cronosquadre al Giro della Valle d'Aosta nel 1970 con la G.S. Selziere Cima. Partecipò ai Mondiali di Leicester 1970, Mendrisio 1971 e Montréal 1974, in tutti e tre i casi nella cronosquadre Dilettanti, arrivando 4º le prime due volte e 11º la terza.
Su pista prese parte ai Mondiali di Leicester 1970, chiudendo 7º nell'Inseguimento Dilettanti, e fu campione italiano, proprio nell'Inseguimento Dilettanti, nel 1972.
A 25 anni partecipò ai Giochi olimpici di Monaco di Baviera 1972, terminando 9º nella cronometro a squadre insieme a Osvaldo Castellan, Pasqualino Moretti e Francesco Moser, con il tempo di 2h14'36"2.
Dopo il ritiro fu meccanico in diverse squadre ciclistiche.
Morì nel 1993, a 46 anni.

## Palmarès

### Strada
- 1969 (dilettanti)

Trofeo Centro del Mobile
Coppa Fusar Poli
- 1970 (dilettanti)

Coppa Mobilio Ponsacco
- 1972 (dilettanti)

5ª tappa Giro d'Italia dilettanti (Sansepolcro > Città di Castello, cronometro)
- 1974 (dilettanti)

Trofeo Valco
- 1975 (dilettanti)

Gran Premio Agostano

#### Altri successi
- 1970 (dilettanti)

2ª tappa Giro della Valle d'Aosta (Saint-Vincent > Aosta, cronosquadre)

### Pista
- 1972 (dilettanti)

Campionati italiani, Inseguimento Dilettanti

## Piazzamenti

### Strada

#### Competizioni mondiali
- Campionati del mondo

Leicester 1970 - Cronometro a squadre Dilettanti: 4º
Mendrisio 1971 - Cronometro a squadre Dilettanti: 4º
Montréal 1974 - Cronometro a squadre Dilettanti: 11º
- Giochi olimpici

Monaco di Baviera 1972 - Cronometro a squadre: 9º

### Pista

#### Competizioni mondiali
- Campionati del mondo

Leicester 1970 - Inseguimento Dilettanti: 7º